# 巴頓 (加利福尼亞州聖貝納迪諾縣)
巴頓（英語：Patton）是位於美國加利福尼亞州聖貝納迪諾縣的一個非建制地區。該地的面積和人口皆未知。

## 地理
巴頓的座標為34°08′09″N 117°13′26″W / 34.13583°N 117.22389°W，而該地的平均海拔高度為391米（即1238英尺）。